# 丁文煌
丁文煌（?—?），清朝政治人物。
乾隆56年（1791年），擔任清朝遵义府婺川縣知縣。后由費承勛接任。